# 四氟化钌
四氟化钌是一种无机化合物，化学式为RuF
4。它最初在1963年由Holloway和Peacock用碘在五氟化碘中还原五氟化钌制得。
10RuF
5 + I
2  →  10RuF
4 + 2IF
5
后来的研究证明通过这种方式得到的RuF
4不纯，纯净的样品最早在1992年由KRuF
6和AsF
5在20 °C无水氟化氢中反应制得。
K
2RuF
6 + 2AsF
5  →  RuF
4 + 2KAsF
6